# Marc Sarreau
Marc Sarreau (Vierzon, França, 10 de junho de 1993) é um ciclista profissional francês. Atualmente é membro da equipa profissional francês AG2R Citroën Team.

## Palmarés
- 2014 (como amador)
  - Paris-Chauny

- 2015
  - 1 etapa do Tour de Poitou-Charentes

- 2017
  - 1 etapa do Tour de Poitou-Charentes

- 2018
  - 2 etapas da Estrela de Bessèges
  - La Roue Tourangelle
  - 1 etapa do Circuito de la Sarthe
  - 1 etapa dos Quatro Dias de Dunquerque

- 2019
  - 1 etapa da Estrela de Bessèges[2]
  - Grande Prêmio Cholet-Pays de Loire
  - Route Adélie
  - Tour de Vendée
  - Copa de France
  - Paris-Bourges

## Resultados em Grandes Voltas e Campeonatos do Mundo
Durante a sua carreira desportiva tem conseguido os seguintes postos nas Grandes Voltas e nos Campeonatos do Mundo em estrada:
| Corrida            | Corrida            | 2014 | 2015 | 2016 | 2017 | 2018  | 2019  | 2020 | 2021 |
| ------------------ | ------------------ | ---- | ---- | ---- | ---- | ----- | ----- | ---- | ---- |
|                    | Giro d'Italia      | —    | —    | Ab.  | —    | —     | —     | —    | —    |
|                    | Tour de France     | —    | —    | —    | —    | —     | —     | —    | —    |
|                    | Volta a Espanha    | —    | —    | —    | —    | 131.º | 139.º | —    | —    |
| Mundial em Estrada | Mundial em Estrada | —    | —    | Ab.  | —    | —     | —     | —    | —    |

—: não participa
Ab.: abandono